# Myxexoristops arctica
Myxexoristops arctica là một loài ruồi trong họ Tachinidae.